# Anna Gostomelski
Anna „Anja” Gostomelski (hebr. אנה גוסטומלסקי; ros. Анна Гостомельская, Anna Gostomielska; ur. 9 czerwca 1981 w Kijowie) – izraelska pływaczka, uczestniczka letnich igrzysk olimpijskich w 2004 i 2008 roku.

## Życiorys
W wieku 10 lat wyemigrowała wraz z rodzicami z rodzinnego Kijowa do Izraela.
W 2004 roku reprezentowała Izrael na Letnich Igrzyskach Olimpijskich w Atenach. Wystartowała w konkurencjach stylu dowolnego na 500 m i 100 m oraz 100 m stylem grzbietowym i 100 m stylem motylkowym. W każdej z konkurencji nie przebrnęła eliminacji.
Na Olimpiadzie Machabejskiej w 2005 roku zajęła pierwsze miejsce w konkurencji 100 m stylem dowolnym. W 2006 roku wystartowała na Mistrzostwach Europy w Pływaniu na krótkim basenie odbywających się w Helsinkach. Zdobyła brązowy medal w konkurencji na 500 m stylem grzbietowym.
Podczas drugiego startu w LIO, Anna Gostomelski wystartowała w tych samych konkurencjach co cztery lata wcześniej. Również tym razem nie udało jej się ani razu zakwalifikować do półfinałów.